# Lorenzo Bodega
Lorenzo Bodega (nascido em 11 de julho de 1959) é um político italiano que atuou como prefeito de Lecco (1997–2006), deputado (2006–2008) e senador (2008–2013).